# Смаргоњски рејон
Смаргоњски рејон (блр. Смаргонскі раён; рус. Сморгонский район) административна је јединица другог нивоа у североисточном делу Гродњенске области у Републици Белорусији.
Административни центар рејона је град Смаргоњ.

## Географија
Смаргоњски рејон обухвата територију површине 1.490,01 км² и на 8. је месту по површини међу рејонима Гродњенске области. Рејон се на западу и северозападу граничи са Ашмјанским и Астравечким рејонима Гродњенске области, док су на североистоку, истоку и југу Мјадзељски, Маладзеченски и Валожински рејони Минске области.
Рејон је смештен у западном делу Источноевропске низије, између 54°12´30" и 54°50’00" сгш. Од Балтичког мора је удаљен 360 км. Од севера ка југу протеже се дужином од 65 км, а од запада ка истоку 35 км.
Северни и централни део рејона налази се у области Нарачанско-вилејске низије и карактерише га равничарски рељеф испресецан бројним водотоцима, док је јужни део у зони Ашмјанског побрђа нешто виши. Већина рејона лежи на надморским висинама између 140 и 200 метара, док је максимална висина 320 метара (Милидавска гора).
Хидрологијом рејона доминира река Вилија чијем сливу припада највећи део територије рејона. Јужни део се одводњава ка реци Западној Березини. Највећа језера су Свир и Вишневско која се налазе на самој североисточној граници рејона. На реци Ашмјанки је 1959. саграђено Рачунско језеро (са истоименом хидроелектраном). Око 3,8% површина је под мочварама, док шуме заузимају 38% територије.

### Клима
Рејон се налази у зони умереноконтиненталне климе са просечним јануарским температурама од -6,8 °C, јулским од 17,6 °C. Просечна годишња сума падавина је 670 мм. Снежни покривач се задржава око 80 дана, дебљине је од 25 до 30 цм.

## Историја
Рејон је успостављен 15. јануара 1940. као део тадашње Вилејске области. У саставу Гродњенске области је од 20. јануара 1960. године. Од 1996. град Смаргоњ је део рејона.

## Демографија
Према резултатима пописа из 2009. на том подручју стално је било насељено 55.296 становника или у просеку 37,17 ст/км².
| 1959.  | 1970.  | 1979.  | 1989.  | 1999.  | 2009.  |
| ------ | ------ | ------ | ------ | ------ | ------ |
| 56.822 | 53.588 | 53.048 | 59.263 | 61.479 | 55.296 |

Основу популације рејона чине Белоруси (87,36%), Руси (6,45%), Пољаци (2,0%), Украјинци (1,37%) и остали (2,82%).
Административно, рејон је подељен на подручје града Смаргоња који је административни центар рејона и на 9 сеоских општина. На територији рејона постоје укупно 324 насељена места.